# 리히텐슈타인의 후위 계승 순위
리히텐슈타인의 현재 후작은 리히텐슈타인가의 한스아담 2세이며, 후위 계승 순위 1위는 리히텐슈타인 후세자 알로이스이다.
현제 유럽에서 유일하게 살리카법을 따르되, 남계 후손의 절멸시에만 여자의 계승을 인정하는 방식이라 대부분 남계 후손의 남자에게만 계승권이 부여되는 준 살리카법을 따른다.

## 후위 계승 순위
- 프란츠 요제프 2세
  -  한스아담 2세
    - (1) 리히텐슈타인 후세자 알로이스 (1968년)
      - (2) 리히텐슈타인 후자 요제프 벤첼 (1995년)
      - (3) 리히텐슈타인 후자 게오르크 (1999년)
      - (4) 리히텐슈타인 후자 니콜라우스 (2000년)

    - (5) 리히텐슈타인 후자 막시밀리안 (1969년)
      - (6) 리히텐슈타인 후자 알폰스 (2001년)

    - 리히텐슈타인 후자 콘스탄틴 (1972년–2023년)
      - (7) 리히텐슈타인 후자 모리츠 (2003년)
      - (8) 리히텐슈타인 후자 베네딕트 (2008년)

  - (9) 리히텐슈타인 후자 필리프 (1946년)
    - (10) 리히텐슈타인 후자 알렉산더 (1972년)
    - (11) 리히텐슈타인 후자 벤체슬라우스 (1974년)
    - (12) 리히텐슈타인 후자 루돌프 (1975년)
      - (13) 리히텐슈타인 후자 카를 루트비히 (2016년)

  - (14) 리히텐슈타인 후자 니콜라우스 (1947년)
    - (15) 리히텐슈타인 후자 요제프에마누엘 (1989년)
      - (16) 리히텐슈타인 후자 레오폴트 (2023년)